# Acacia macrostachya
Espèce
Synonymes
- Acacia ataxacantha sensu P.Sousa[1]
- Acacia macrostachya[2]
- Senegalia macrostachya (préféré par NCBI)[2]

Acacia macrostachya est une espèce de plantes à fleurs de la famille des Fabaceae et du genre Acacia. C'est un arbuste présent en Afrique tropicale.

## Description

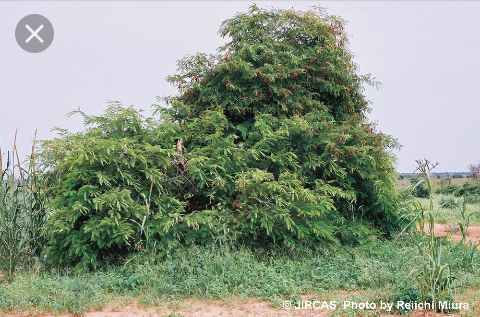
Aspect général.

C'est un arbuste atteignant 4,5 m, voire 15 m de hauteur.

## Distribution
L'espèce est présente en Afrique tropicale, au Sahel, au Soudan.

## Habitat
On la rencontre dans la savane arbustive.

## Utilisation
Elle connaît de multiples utilisations en médecine traditionnelle.

## Liste des variétés
Selon Tropicos (27 juin 2020) (Attention liste brute contenant possiblement des synonymes) :
- variété Acacia macrostachya var. macrostachya
- variété Acacia macrostachya var. spinosissima A. Chev.